# 시리아 사막

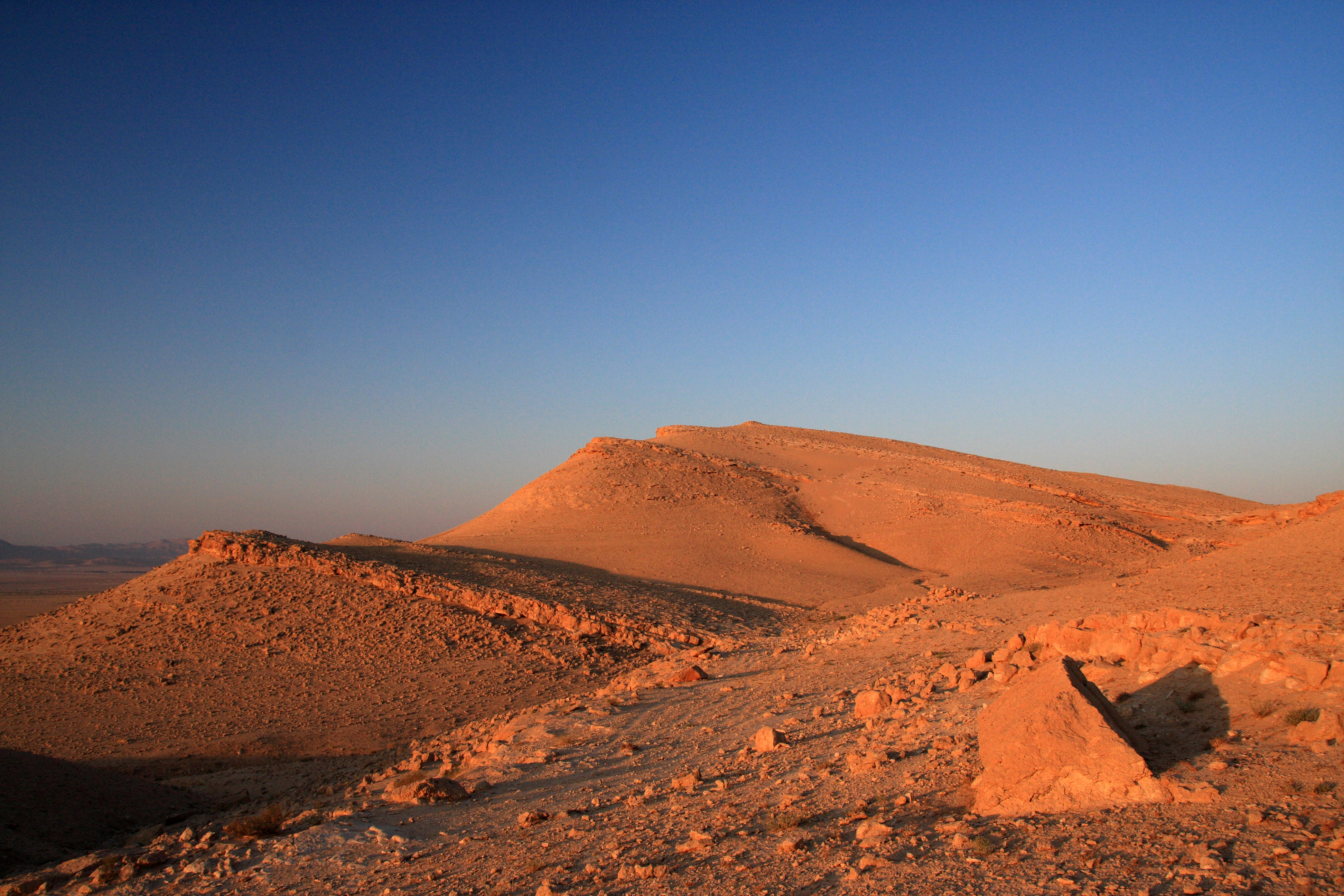

시리아 사막(Syrian Desert, بادية الشام)은 아라비아 반도 북부의 사막과 스텝이 섞인 지역으로, 시리아, 요르단, 이라크, 사우디아라비아에 걸쳐 있다. 동쪽은 오론테스강, 서쪽은 유프라테스강과 접한다. 팔미라나 다마스쿠스 등의 도시가 오아시스를 끼고 발달해 있다.

## 같이 보기
- 비옥한 초승달 지대